# Udea brevipalpis
Udea brevipalpis là một loài bướm đêm trong họ Crambidae.